# BARC Aintree 200 1962
BARC Aintree 200 1962 je bila osma neprvenstvena dirka Formule 1 v sezoni 1962. Odvijala se je 28. aprila 1962 na angleškem dirkališču Aintree Racecourse.

## Dirka
| Poz | Dirkač              | Moštvo                         | Konstruktor           | Čas/Odstop              | Št. m. |
| --- | ------------------- | ------------------------------ | --------------------- | ----------------------- | ------ |
| 1   | Jim Clark           | Team Lotus                     | Lotus-Climax          | 1.37.08.2               | 1      |
| 2   | Bruce McLaren       | Cooper Car Company             | Cooper-Climax         | + 30.2 s                | 6      |
| 3   | Phil Hill           | SEFAC Ferrari                  | Ferrari               | + 34.2 s                | 8      |
| 4   | Giancarlo Baghetti  | SEFAC Ferrari                  | Ferrari               | + 35.0 s                | 9      |
| 5   | Trevor Taylor       | Team Lotus                     | Lotus-Climax          | 49 krogov               | 20     |
| 6   | John Campbell-Jones | Emeryson Cars                  | Emeryson-Climax       | 48 krogov               | 11     |
| 7   | Tony Shelly         | John Dalton                    | Lotus-Climax          | 48 krogov               | 13     |
| 8   | Tony Settember      | Emeryson Cars                  | Emeryson-Climax       | 48 krogov               | 19     |
| 9   | Tim Parnell         | Tim Parnell                    | Lotus-Climax          | 46 krogov               | 16     |
| 10  | Keith Greene        | Gilby Engineering              | Gilby-Climax          | 40 krogov               | 12     |
| 11  | David Piper         | Speed Sport                    | Lotus-Climax          | 38 krogov               | 17     |
| 12  | Günther Seiffert    | Autosport Team Wolfgang Seidel | Lotus-Climax          | 37 krogov               | 22     |
| 13  | Ian Burgess         | Anglo-American Equipe          | Cooper Special-Climax | 24 krogov               | 21     |
| Ods | Graham Hill         | Owen Racing Organisation       | BRM                   | Bat                     | 2      |
| Ods | John Surtees        | Bowmaker Racing Team           | Lola-Climax           | Ventil                  | 3      |
| Ods | Masten Gregory      | UDT-Laystall Racing Team       | Lotus-Climax          | Ventil                  | 7      |
| Ods | Innes Ireland       | UDT-Laystall Racing Team       | Lotus-Climax          | Ventil                  | 5      |
| Ods | Richie Ginther      | Owen Racing Organisation       | BRM                   | Menjalnik               | 4      |
| Ods | Wolfgang Seidel     | Autosport Team Wolfgang Seidel | Porsche               | Diferencial             | 14     |
| Ods | Roy Salvadori       | Bowmaker Racing Team           | Lola-Climax           | Plin                    | 15     |
| Ods | Tony Marsh          | Owen Racing Organisation       | BRM                   | Puščanje olja           | 10     |
| Ods | Jack Brabham        | Brabham Racing Organisation    | Lotus-Climax          | Menjalnik               | 23     |
| DSQ | Jay Chamberlain     | Jay Chamberlain                | Lotus-Climax          | Pomoč na štartu         | 18     |
| WD  | Stirling Moss       | UDT-Laystall Racing Team       | Lotus-Climax          | Poškodba                | -      |
| WD  | Jack Lewis          | Ecurie Galloise                | BRM                   | Nepripravljen dirkalnik | -      |
| WD  | Ross Greenville     | Ross Greenville                | Cooper-Climax         |                         | -      |